# Arholma
Arholma és una illa de la part nord-est de l'Arxipèlag d'Estocolm, al municipi de Norrtälje.
Arholma té uns 40 residents permanents, però a l'estiu el nombre d'habitants s'incrementa com succeeix en les altres illes fora d'Estocolm i arriba fins a uns 500.
A l'illa s'hi pot trobar una bateria costanera de 10,5 cm de l'època de la guerra freda que ha estat convertida en museu. L'illa té dos albergs, línies regulars de passatgers i port per a vaixells privats.

## Transport
Es pot arribar a Arholma en ferri des de Simpnäs a Väddö (hi ha diversos vaixells tot l'any). A l'estiu hi ha els vaixells Waxholm des d'Estocolm i Norrtälje.